# Mahasarakham Rajabhat University Stadium
Das Mahasarakham Rajabhat University Stadium ist ein Fußballstadion mit Leichtathletikanlage in der thailändischen Stadt Maha Sarakham der gleichnamigen Provinz. Die Spielstätte mit Platz für 4347 Zuschauern wurde von 2012 bis 2013 vom Fußballverein Mahasarakham FC genutzt. Der Eigentümer der Sportanlage ist die Mahasarakham-Rajabhat-Universität.